# Timaiosz (dialógus)
Platón a Timaiosz című művében foglalja össze kozmológiáját.
A világ ősanyaga mindig is létezett – írja Platón –, de nem rendezett formában, a kozmosz, azaz a világrend egy kézműves, a demiurgosz műve. Az ókori filozófiára jellemző volt ez a felfogás, miszerint Isten nem teremtette az ősanyagot. A kozmosz az arkhék egymásba való átalakulásából vagy keveredéséből keletkezik. A semmiből való teremtés gondolata csak a keresztény tanok elterjedésével vált általánossá. A kereszténység számára az ősanyag feltételezése Isten mindenhatóságának a tagadásával egyenlő (lásd Hippói Szent Ágoston).
Ebben a dialógusban maradt fenn az egyetlen konkrét utalás Atlantisz létéről és annak elhelyezkedéséről.
A művet a korai középkorban Calcidius latin nyelvű fordításból ismerték, aki kommentárt is írt a Timaioszhoz.

## A dialógus tartalma
A Timaiosz, dialógus formában íródott mű. Keretbeszélgetésbe van foglalva a mű mondanivalója. A két beszélgetőpartner Szókratész és Timaiosz, akik egy előzőnapi beszélgetésüket kívánják folytatni. (Az előzőnapi beszélgetést az Állam című dialógusban találjuk meg). Ez a beszélgetés az ideális államról alkotott kép. Platón három osztályba sorolja az állam polgárait, és mindegyik rendhez egy-egy erényt rendel:
1. A földművelők rendje – erényük a mértékletesség.
2. Az őrök rendje – erényük a bátorság.
3. A filozófusok rendje – erényük a bölcsesség.

Az állam feladata, hogy a neveltetést minden rendbéli ember számára biztosítsa, hogy mindenki a saját mesterségét tanulja. Például a katonáknak megfelelő testgyakorlást, múzsai művészetet és mindazon tudományt, ami hozzá illik. Nagyon fontos, hogy az őrök rendjébe tartozók semmiféle tulajdont nem birtokolhatnak, még a saját gyerekeiket sem. Senki nem ismerheti a saját gyerekét, mindenkit közösen kell nevelni. A megfelelő nő kiválasztása is az állam feladata: a hitványaknak a hitványakkal, a kiválóknak a kiválókkal kell párosodniuk a megfelelő utódok létrehozásának az érdekében. Az őrök rendjébe tartozó nők ugyanazokat a jogokat élvezik, mint a férfiak, a háborúban is ugyanúgy részt kell venniük.
A szofista életmódot Platón nem tartja megfelelőnek, hiszen a költők, az utánzás művészetét gyakorolják, ehhez pedig szükséges, hogy mindig ugyanazon a helyeken éljenek. A szofisták viszont mindig vándorolnak tanítványok után kutatva, ezért egyetlen hely szokásait sem képesek megismerni egészében.
Az állam ügyeivel leginkább a filozófus hivatott foglalkozni, hisz az ő erénye a bölcsesség, így helyesen tud dönteni az állam ügyeivel kapcsolatban.
Platón szerint a világ állandóan felbomlik őselemeire, mintegy elpusztul, majd újra valahogy rend keletkezik benne. Ezt a tanítását a Timaioszban egy történettel támasztja alá, ami állítólag Egyiptomból származik. Egy nagyon öreg pap szerint a világon élő népek többnyire fiatalnak számítanak, mivel állandóan valami természeti csapás elpusztítja, írás pedig nem marad fenn az ősöktől. Az ideális államformában a pap ugyancsak elkülöníti a földművesek, az őrök és az államférfiak osztályát.
A dolgok keletkezésének és pusztulásának elméletét Platón Atlantisz legendájával próbálja alátámasztani. Atlantisz szigetén egy virágzó állam állt, amit egy éjszaka földrengés után elnyelt a víz.
A világ dolgait Isten valamilyen örök létezők mintaképére formálta, ezek az ideák. Az ideák állandó, változatlan, örök létezők. Az ideák az okai a földön található dolgoknak. A földi létezők mintegy képmásai az ideáknak, részesednek benne (vö. Phaidrosz). Az örök létező dolgoknak nincs köze a keletkezéshez. A világ alkotója pedig a legjobb, a legfőbb jó. A látható világot egy már meglévő láthatatlan világ képmására teremtette.
A világ alkotója, a legfőbb jó ezért azt akarta, hogy minden a lehető leginkább hasonlítson hozzá, ezért tett rendetlen ősanyagból rendet, oltott lelket a testbe és észt a lélekbe.
Isten csak egyetlen világot teremtett, mert a lehető legtökéletesebbet teremtette, tehát már mást nem is teremthetett. Továbbá mivel a világunk a lehetséges legnagyobb mértékben hasonlít teremtőjére, szükségszerűen egy kell, hogy legyen, mert Isten is egy.
A világ négy ősanyagból keletkezett, ezek: tűz, víz, föld, levegő. Ezeket az elemeket kapcsolta Isten össze arányosan, létrehozva a jelen létező világot.
A világ alakja – írja Platón – gömb alakú kell, hogy legyen, mert ez az a forma, ami minden más formát magában foglal. A világ mozgása egyenletes körmozgás kell, hogy legyen, mert ez illik leginkább természetéhez. A termett világot Platón egy boldog, elégedett istennek nevezi, aki elégséges önmagának. A lélek teremtése időben megelőzi a testét.
Az idő sem öröktől fogva van, hanem a teremtő alkotása.
Négyféle teremtményt különböztet meg Platón: A kisisteneket, a levegőben élő szárnyasokat, a vízi élőlényeket és a gyalogjárókat.
Isten csak a kisisteneket teremtette, a többi dolog teremtését rájuk bízta, hisz ha ő teremtette volna a világ látható dolgait, akkor igen tökéletesek és örökléttel bíróak lettek volna. Isten csak elgondolta, mint ahogy az építész is csak megtervezi a házat, a kivitelezést azonban a nála „alacsonyabb rendű” munkásokra bízza. Isten mintegy csak elveti a magot, észcsírát (logoi spermatikoi) ültet az anyagba, a többi a kisistenek dolga.
Isten az „ifjú istenekre” bízta a halandó test megformálását. A lélek aszerint, hogy viselkedett előző életében, olyan testben tér vissza a földre. A világ törvényeinek megalkotását ugyancsak a kisistenekre bízta, hogy őt ne lehessen okolni a világban lévő semmilyen rosszért.
Az emberben lévő betegségek a négy őselem helytelen arányakor jönnek létre.